# 真愛歲月
《真愛歲月》（日語：／羅馬拼音：），日本男歌手平井堅的第34張單曲。2011年5月4日發行。

## 概述
- 平井堅睽違三年再度演唱日劇主題曲。
- 收錄日劇《仁者俠醫》第二部主題歌。
- 第八張原創專輯《JAPANESE SINGER》先行單曲。
- 睽違十年再度與松尾潔合作製作音樂（2000年第三張專輯《THE CHANGING SAME》及2001年第四張專輯《gaining through losing》）。

## 收錄曲目
1. 真愛歲月
  - 作詞：平井堅、松尾潔／作曲：平井堅／編曲：鈴木Daichi秀行
  - TBS電視劇《仁者俠醫》第二部主題歌
2. Run to you
  - 作詞、作曲：平井堅／編曲：REO
  - NEXCO「中日本高速道路」電視廣告歌曲
3. 真愛歲月-less vocal-

## 外部連結
- Sony Music的作品介紹
  - 通常盤 （页面存档备份，存于）